# Ilaria Alpi
Ilaria Alpi (24 de maio de 1961 – 20 de março de 1994) foi uma jornalista italiana assassinada em Mogadíscio, Somália, juntamente com seu cinegrafista Miran Hrovatin. Na época de seu assassinato, ela acompanhava um caso de tráfico ilegal de armas e lixo tóxico, no qual acreditava que altos escalões políticos, militares e econômicos  italianos também estivessem envolvidos. Alpi nasceu em Roma e trabalhava para a emissora pública de televisão italiana RAI.
Em 2009, Francesco Fonti, ex-membro da 'Ndrangheta, alegou que Ilaria Alpi e seu cinegrafista foram assassinados por terem visto lixo tóxico transportado pela 'Ndrangheta chegar a Bosaso, Somália.

## Biografia
Alpi se formou em Literatura após concluir estudos em Cultura Islâmica no Departamento de Estudos Orientais da Universidade de Roma La Sapienza. Como jornalista, passou a maior parte de sua carreira trabalhando para a RAI.

### Assassinato
Ilaria Alpi chegou à Somália pela primeira vez em dezembro de 1992 para cobrir, como correspondente do TG3, a missão de paz Restaurar a Esperança, coordenada e promovida pelas Nações Unidas para acabar com a guerra civil que eclodiu em 1991 após a queda de Siad Barre. A Itália também participava da missão, superando as reservas do enviado especial para a Somália, Robert B. Oakley, vinculadas às relações ambíguas que o governo italiano manteve com Barre durante a década de 1980.
Acredita-se que as investigações da jornalista se concentravam no possível tráfico de armas e resíduos tóxicos, no qual os serviços secretos italianos e instituições italianas de alto escalão eram suspeitas de envolvimento. De fato, Alpi teria descoberto tráfico internacional de resíduos tóxicos produzidos em países industrializados e localizados em alguns países africanos em troca de propinas e armas trocadas com grupos políticos locais. Em novembro Vincenzo Li Causi, do SISMI, foi assassinado na Somália em circunstâncias misteriosas. Causi seria o informante de Alpi sobre o tráfico ilegal de resíduos tóxicos no país africano.
Em 20 de março de 1994, Alpi e Miran Hrovatin foram mortos perto da embaixada italiana após serem emboscados por um comando de sete homens enquanto viajavam de jipe por Mogadíscio. Os jornalistas estavam a regressar de Bosaso depois de terem feito uma reportagem para a Rai 3.
Após várias investigações criminais, em 2000, o cidadão somali Hashi Omar Hassan foi condenado e sentenciado a 26 anos de prisão pelo duplo homicídio. Em outubro de 2016, um tribunal em Perugia, Itália, reverteu a condenação e Hassan recebeu mais de três milhões de euros pela condenação injusta e quase 17 anos que passou na prisão.
Em Julho de 2003, foi criada uma comissão parlamentar de inquérito para tentar esclarecer a ligação entre este duplo homicídio e o tráfico ilegal de armas e resíduos tóxicos entre a Itália e a Somália.
Em 20 de março de 2014, 20 anos após as mortes de Alpi e Hrovatin, o governo italiano autorizou a desclassificação de arquivos secretos sobre suas mortes.

## Legado
Entre 1995 e 2014, o Prêmio Ilaria Alpi foi um prêmio anual para jornalismo investigativo em documentários dedicado a Alpi e apresentado em Riccione. No filme de 2003 Ilaria Alpi - Il più crudele dei giorni, que conta a trágica história de seu assassinato, dirigido por Ferdinando Vincentini Ornagni, a jornalista foi interpretada por Giovanna Mezzogiorno.